# Casey Neistat
Casey Owen Neistat (n. 25 martie 1981) este un YouTuber, regizor și vlogger american, fiind totodată și co-fondatorul companiei Beme. Neistat și fratele său Van, sunt creatorii serialului original HBO, The Neistat Brothers.

## Viața personală
Neistat s-a născut la 25 martie 1981 în Gales Ferry, Connecticut. La 15 ani a fugit de acasă, iar la 17 ani s-a născut primul său copil, Owen. Acum este căsătorit cu Candice, originară din Africa de Sud și au împreună o fată: Francine.